# Annica Sjölund
Annica Sjölund (* 31. März 1985 in Finström) ist eine ehemalige finnische Fußballspielerin. Die Stürmerin stand zuletzt beim schwedischen Verein Kopparbergs/Göteborg FC unter Vertrag und spielte für die finnische Nationalmannschaft. Sie ist die jüngere Schwester des finnischen Nationalspielers Daniel Sjölund.
Sjölund begann ihre Karriere beim Verein IFFK in Finström. Über den Verein Åland United wechselte sie zum FC United in Jakobstad, mit dem sie 2005 finnische Meisterin und 2004 und 2005 finnische Pokalsiegerin wurde. Ab 2008 spielte sie für AIK, von 2010 bis 2013 für Jitex BK. Zur Saison 2014 wechselte sie zum Kopparbergs/Göteborg FC, wo sie Ende des Jahres ihre Laufbahn beendete.
Am 6. Mai 2006 debütierte sie in einem Spiel gegen Belgien in der finnischen Nationalmannschaft. Sie nahm an der Europameisterschaft 2009 teil. In bisher 65 Länderspielen erzielte sie 16 Tore.